# Passalozetes paucesculptus
Passalozetes paucesculptus är en kvalsterart som beskrevs av Bernini 1973. Passalozetes paucesculptus ingår i släktet Passalozetes och familjen Passalozetidae. Inga underarter finns listade i Catalogue of Life.